# Astacilla longipes
Astacilla longipes är en kräftdjursart som först beskrevs av Barnard 1920.  Astacilla longipes ingår i släktet Astacilla och familjen Arcturidae. Inga underarter finns listade i Catalogue of Life.